# David Rittenhouse
David Rittenhouse (Saint Paul, 16 giugno 1894 – St. Petersburg, 29 ottobre 1962) è stato un aviatore e militare statunitense, vincitore dell'edizione 1923 della Coppa Schneider per idrovolanti ad alta velocità tenutasi a Cowes, isola di Wight.

## Biografia
Nacque a Saint Paul, Minnesota, il 16 giugno 1894. Partito volontario per la Francia nel 1917, partecipò alla prima guerra mondiale nelle file del Norton Harries Ambulance Corps e poi in quelle della 21e Division d'infanterie dove si distinse sullo Chemin des Dames e a Saint Quentin. Rientrato negli Stati Uniti il 13 ottobre 1917, si arruolò nell'US Navy iniziando a frequentare la Scuola di aviazione navale di Key West, e poi quelle di Miami e Pensacola.
Nel 1921 transitò in servizio permanente effettivo con il grado di Lieutenant. L'8 ottobre 1922 fu membro della squadra aeronautica della marina che partecipò alle National Air Races di Detroit, volando a bordo di un idro Naval Aircraft Factory TR-3. Il 23 settembre dell'anno successivo prese parte all'edizione della Coppa Schneider che si tenne in Gran Bretagna a Cowes, sull'isola di Wight, piazzandosi al primo posto su velivolo Curtiss CR-3 facendo registrare una velocità media di 285,29 km/h. Al secondo posto si classificò Rutledge Irvine, mentre il caposquadra Frank Wead dovette ritirarsi mentre si trovava in prima posizione a causa di un guasto meccanico. La partecipazione della squadra statunitense, dotata di cinque velivoli, era stata fortemente voluta dall'ammiraglio William A. Moffett. Non partecipò all'edizione della Coppa Schneider del 1924, che fu cancellata, ma il 27 settembre dello stesso anno, volando a bordo di un velivolo Curtiss R2C-2, stabilì il record mondiale ufficioso per idrovolanti volando a 227 mph (365 km/h) in località Port Washington, stato di New York, su un circuito di 4,25 miglia.

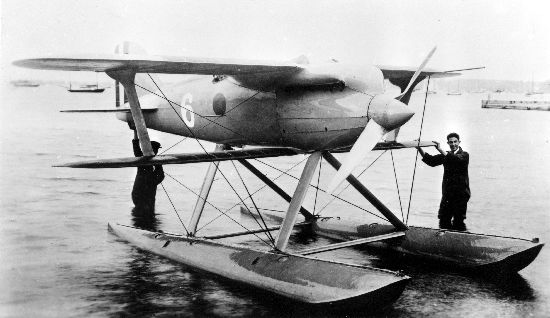
L'idrovolante a scarponi Curtiss R2C-2 con cui Rittenhouse conquistò il primato mondiale ufficioso di velocità.

Posto in congedo con il rango di Commander nel marzo 1941, fu richiamato in servizio attivo dopo l'attacco giapponese a Pearl Harbor del dicembre dello stesso anno, iniziando a collaborare con l'industria aeronautica Grumman allo sviluppo di nuovi aerei imbarcati tra cui il caccia bimotore pesante Grumman F7F Tigercat.
Definitivamente messo a riposo dopo la fine del conflitto si spense a St. Petersburg (Florida) il 29 ottobre 1962. Il suo corpo riposa, assieme a quello della moglie Mary (8 ottobre 1899-15 ottobre 1995) nel cimitero nazionale di Arlington.
Il personaggio del tenente Rittenhouse è apparso nel film Le ali delle aquile del 1957, diretto dal regista John Ford è interpretato da John Wayne e Maureen O'Hara.